# BR24 extra
BR24 extra (bis 2021 BR extra) ist eine Sondersendung im BR Fernsehen, die bei bedeutenden aktuellen Ereignissen kurzfristig ins Programm aufgenommen wird. 

## Sendungsinfo
BR24 extra berichtet mit Live-Schalten und ausführlichen Hintergrundberichten, sowie Interviews und Expertengesprächen im Studio über wichtige Ereignisse, die über die aktuelle Nachrichtenlage, welche im BR Fernsehen BR24 (vormals Rundschau) vermittelt, hinausgehen. BR24 extra berichtet daher zum Beispiel sowohl über Politikerrücktritte, Großereignisse, als auch über Naturkatastrophen oder Anschläge. Meist wird BR24 extra in der Hauptsendezeit des BR Fernsehens zwischen 18 und 22 Uhr ausgestrahlt. Die Länge der Sendung hängt davon ab, wie brisant das jeweilige aktuelle Ereignis ist und wie viel es darüber zu berichten gibt, weshalb die Sendung beispielsweise zwischen 15 Minuten oder gar zwei Stunden lang sein kann.
Zum 1. Juli 2021 hat der Bayerische Rundfunk seine gemeinsame Dachmarke für Nachrichten und Informationsangebote BR24 auch durch Umbenennung etablierter Sendungen im Fernsehen eingeführt. Bestehenden Formaten im Fernsehen wurde ein BR24 im Namen vorangestellt. Seitdem firmiert die bisherige Sonderberichterstattung BR extra als BR24 extra, genauso wie Sondersendungen der BR-Nachrichtensendung BR24, welche von Rundschau-Extra ebenfalls in BR24 extra umbenannt wurde. Seitdem gibt es im BR Fernsehen zwei verschiedene Fernsehsendungen mit dem Namen BR24 extra, welche von zwei unterschiedlichen Redaktionen verantwortet werden. Grund ist die Schaffung einer einheitlichen Dachmarke für Nachrichten durch den BR.

## Landesparteitage
Zusätzlich zu den BR24 extra-Sendungen über aktuelle Ereignisse sendet das BR Fernsehen jeweils eine 15-minütige Sondersendung zu den Landesparteitagen der im Bayerischen Landtag vertretenen Parteien und fasst damit die Ergebnisse und den Ablauf der Parteitage zusammen. Dazu gibt es meist ein Interview mit Parteipolitikern und Politikwissenschaftlern. In der Regel laufen diese Sondersendungen zu den Landesparteitagen samstags oder sonntags im Anschluss an die letzte aktuelle Ausgabe von BR24 (vormals Rundschau-Magazin), also an einem Samstag um 22:00 Uhr, an einem Sonntag um 23:15 Uhr.